# هنری جانسون
هنری جانسون (به انگلیسی: Henry Johnson) سناتور سابق عضو حزب ویگ بود. وی در سال ۱۸۱۸ تا ۱۸۲۳ و ۱۸۲۳ تا ۱۸۲۴ و ۱۸۴۴ تا ۱۸۴۹ میلادی سناتور ایالت لوئیزیانا در سنای ایالات متحده آمریکا بود.